# Didzseridu
A didzseridu (didgeridoo) az észak-ausztráliai őslakosok fúvós hangszere. Bár leggyakrabban fából készül, megszólaltatásának módja miatt hangszertani besorolása szerint mégis a rézfúvós hangszerek családjába tartozik.

## Leírása
Hagyományosan a didgeridoo a termeszek által kivájt eukaliptusz fatörzsből vagy ágból készül. Ürege általában kónikus, kúpszerű, azaz a befúvás helyén kisebb keresztmetszetű, mint az alsó végén. A befúvó rész peremére gyakran méhviaszt tesznek, melynek segítségével a játékos a rést a saját szájához tudja igazítani. Felületét gyakran festéssel díszítik.
Újabban gyakran készítik a hangszert „szendvics”-módszerrel, vagyis két megfelelően kivájt fadarabból ragasztják össze. Készíthetik még nádból, vagy műanyagból is. A mai nyugati zenekari zenélés igényeinek megfelelően olyan változata is van, amely akár játék közben is hangolható, ebben az esetben a hangszer hosszúsága teleszkópszerű toldalékkal változtatható.

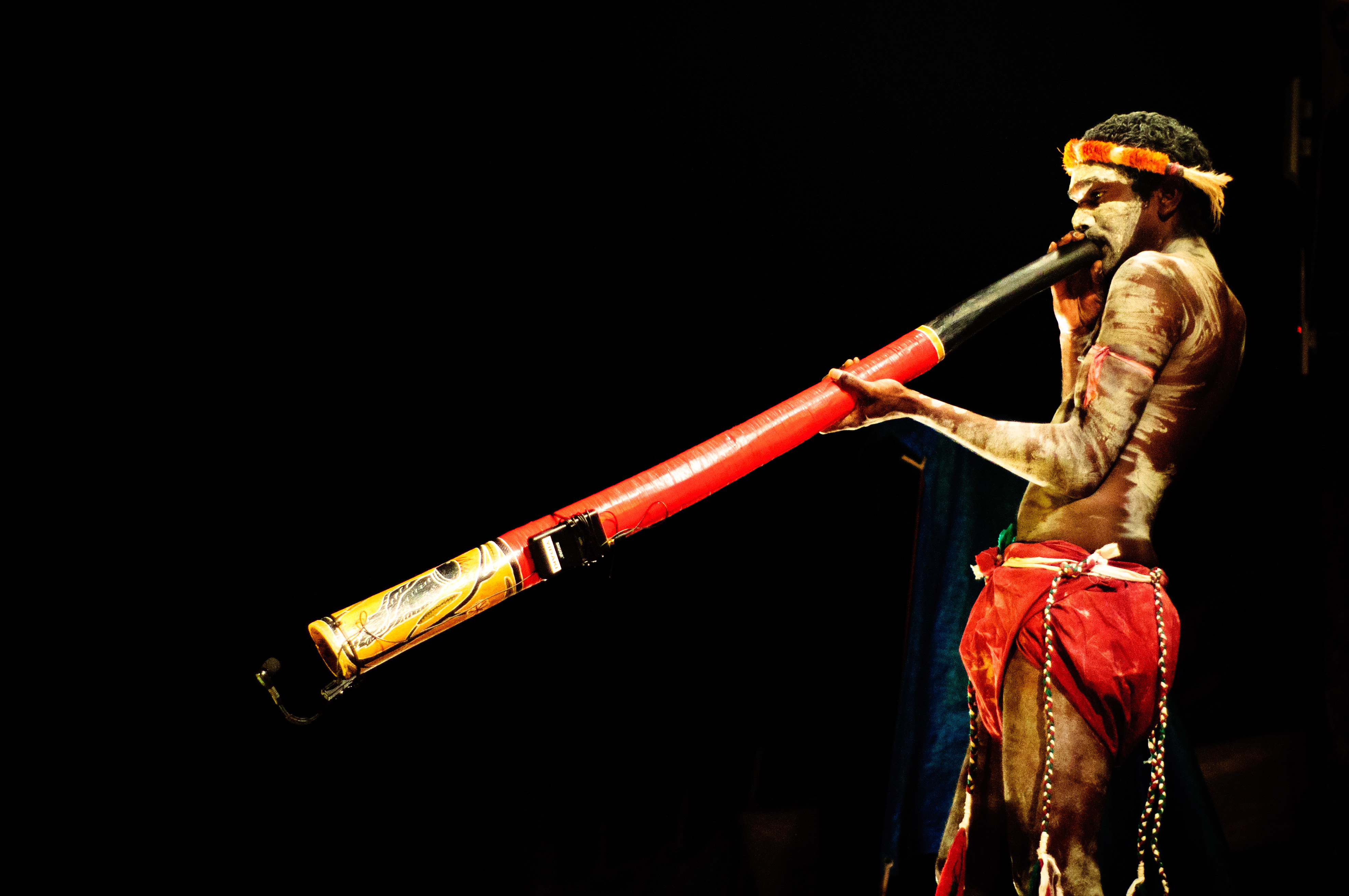
Egy őslakos a didzseridun játszik

## Játékmód
Alapvetően hasonló a trombitán stb. való játékhoz. A zenész a hangszer szűkebb keresztmetszetű végét összeszorított ajkaihoz illeszti, miközben levegőt présel át közöttük (mint mikor a gyerekek autóval játszanak, és közben berregnek). Az ajkak rezgésbe jönnek, periodikus nyomásingadozást előidézve, a cső mint rezonátor visszahat rájuk, ugyanakkor felerősíti rezgésük bizonyos összetevőit. A termeszek által rágott szabálytalan, nagyjából kúpszerű furat miatt a cső által felerősített részhangok nem felelnek meg teljesen a felhangsornak, de ezt nem tekintik hátránynak, sőt ettől lesz érdekesebb, gazdagabb a hangzása.
A hangszert a körlégzés révén megszakítás nélkül lehet megszólaltatni akár órákon keresztül is. Mivel nagyon kis mennyiségű levegő is elég a hangkeltésre, megoldható, hogy a gyors, orron át történő levegővétel alatt a szájüregben tartalékolt levegőt használják a megfúvásra. A hangszer ezáltal monoton, burdonszerű hangot ad ki, de hangzása többféle módon gazdagítható, variálható:
- az ajkak feszességének, a befúvás erősségének változtatásával a cső különböző rezonanciáit, hangmagasságait lehet előcsalni
- a szájüreg térfogatának változtatásával, a nyelv áthelyezésével a dorombhoz hasonló módon lehet a száj rezonanciájával részhangokat kiemelni, dallamot létrehozni
- a levegő adagolásával, a rekeszizom lökéseivel lehet ritmusokat kiemelni
- énekléssel is lehet a hangzást gazdagítani, különösen izgalmas hatást kelt, ha az alaphangtól csak kis mértékben eltérő énekhanggal akusztikai lebegést idéznek elő.